# Francisco Newball
Francisco (o Francis) A. Newball Hooker (Providencia, 26 de octubre de 1880-San Andrés, 16 de septiembre de 1966) fue un abogado, periodista y político colombiano, que se desempeñó como Segundo Intendente (Gobernador) de San Andrés y Providencia, el primero de origen raizal. 

## Reseña biográfica
Nacido en la Isla de Providencia en octubre de 1880, realizó sus estudios primarios en las Islas y los secundarios y profesionales en Cartagena, en donde se graduó de Abogado, siendo uno de los primeros de las Islas.
Desde joven incursionó en política, siendo elegido diputado a la Asamblea Departamental de Bolívar, donde criticó la falta de atención del Gobierno de Cartagena a las islas, lo cual provocó varios enfrentamientos con los otros diputados.
Considerado el Padre de la Intendencia, en febrero de 1912 creó el periódico The Searchlight (El Faro) con el fin de defender la integración de las Islas al país, reivindicar el pueblo isleño, fomentar la mejora de las condiciones de vida en las islas, defender los intereses del archipiélago frente a la Gobernación de Bolívar y de denunciar los actos del gobierno que lesionaran los derechos de los locales. Así, Newball y The Searchlight se convirtieron en las principales fuerzas que presionaron para que el 26 de octubre de 1912 se decretara la creación de la Intendencia de San Andrés y Providencia.
The Searchlight fue el primer periódico que tuvo San Andrés y Providencia; se trataba de un semanario bilingüe.
En 1914 se convirtió en el Segundo Intendente de San Andrés, el primero nativo. Durante su administración llegó la Policía Nacional a las islas, construyéndose la primera estación de policía.
Retirado de la vida pública, se dedicó a la exportación de cocos e importación de madera, si bien se dedicó a la abogacía sin fines de lucro.
Falleció en la Isla de San Andrés en septiembre de 1966. Al fallecer, su archivo personal y su biblioteca personal fueron donadas a la Casa de la Cultura de San Andrés. En homenaje suyo, la Gobernación creó la medalla Francisco A. Newball, la máxima distinción otorgada por esta, hay una avenida con su nombre en San Andrés y una estatua en la misma isla.